# Galerita microcostata
Galerita microcostata är en skalbaggsart som beskrevs av Darlington. Galerita microcostata ingår i släktet Galerita och familjen jordlöpare. Inga underarter finns listade i Catalogue of Life.